# Aeronau elèctrica

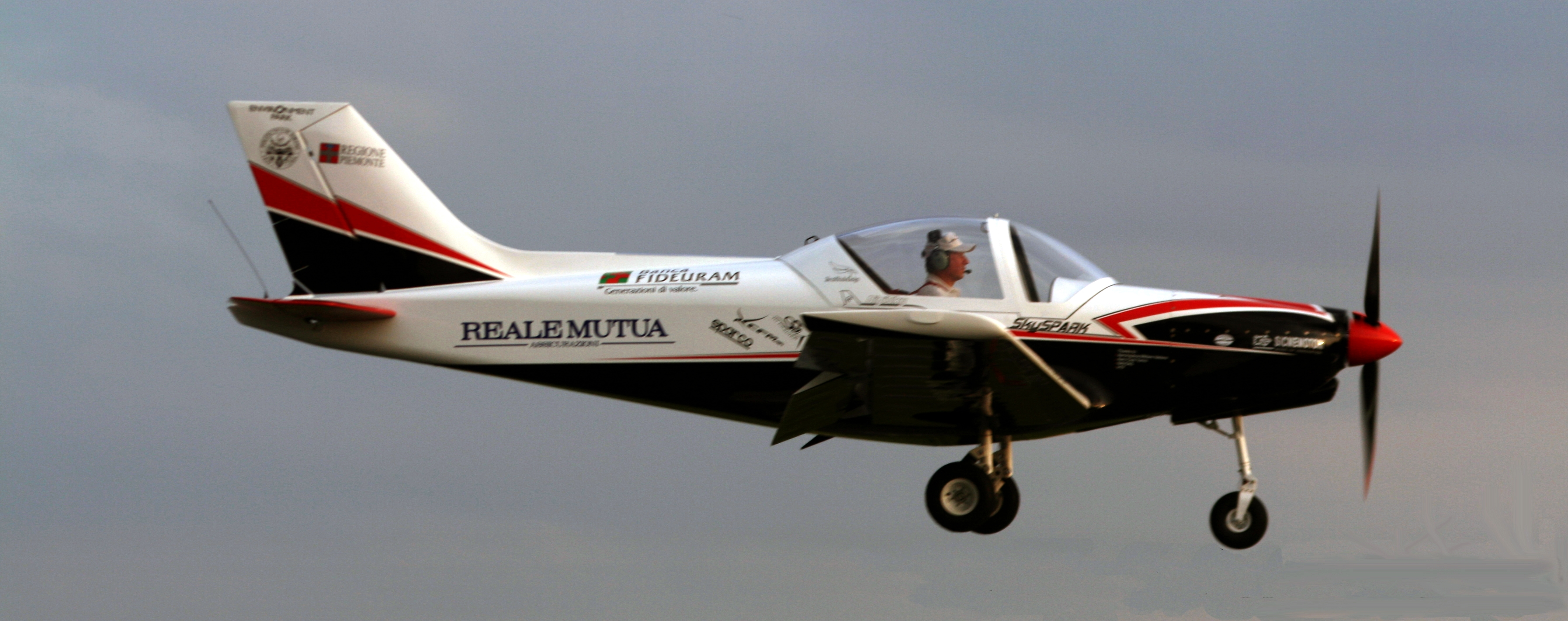
L'avioneta elèctrica Skyspark.

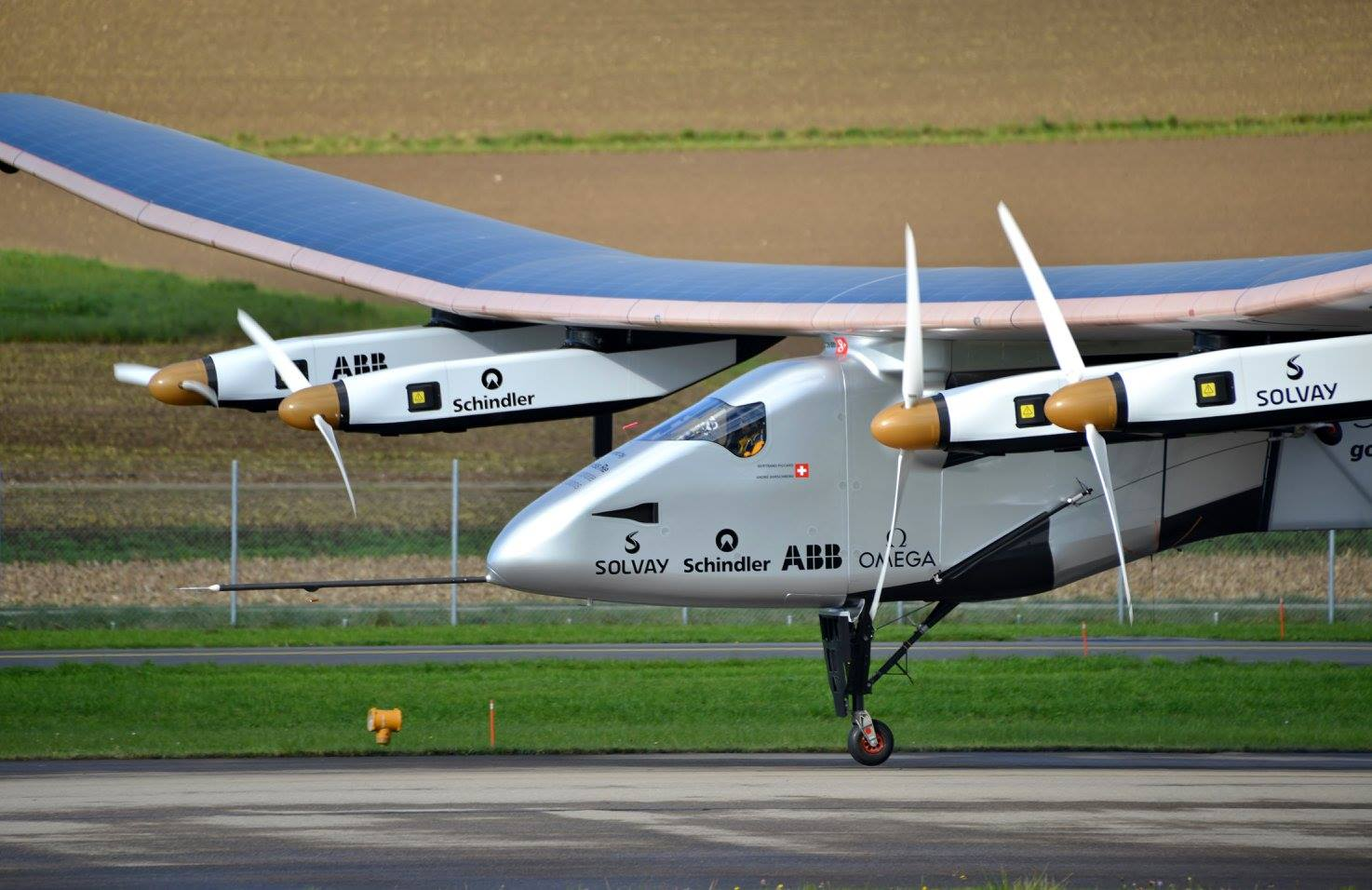
El Solar Impulse 2, primer avió tripulat propulsat per energia solar capaç de fer la volta al món.

Una aeronau elèctrica és un avió que funciona amb motors elèctrics en comptes d'amb motors de combustió.
Actualment els avions elèctrics són, en la seva majoria, experimentals (a excepció de les avionetes). Els models elèctrics d'aeronaus han estat volant des de la dècada de 1970.

## Història
En 1883, Gaston Tissandier va ser la primera persona a utilitzar motors elèctrics en la propulsió d'una aeronau A l'any següent, Charles Renard i Arthur Krebs van fer volar La France utilitzant un motor més potent.
Els motors elèctrics s'han utilitzat en la indústria aèria almenys des de 1957, amb una demanda desafiadora a partir de 1909.
En 1964, William C. Brown va demostrar en CBS News amb Walter Cronkite un prototip d'helicòpter que rep tota la potència necessària per al vol d'un feix de microones.
En 1973, Fred Militky i Heino Brditschka van convertir un Brditschka HB-3, motor planador, a un avió elèctric anomenat Militky MB-I1, el primer avió real que funcionava únicament amb energia elèctrica i el primer a portar a una persona a bord. Heino va volar durant 14 minuts en aquest mateix any.
En 2007, la Fundació CAFE va celebrar el primer simposi sobre una aeronau elèctrica en Sant Francisco. En aquest mateix any, la primera aeronau elèctrica registrada, fa els seus primers vols el 23 de desembre: BL1I "Electra" (F-PMDJ).
En 2009, un equip de la Universitat Politècnica de Torí va fer una conversió d'un Pioneer Alpi 300. Va volar 250 kmh durant 14 minuts.
Pel 2011, l'ús de l'energia elèctrica per a avions estava guanyant impuls. AirVenture va ser la seu del Simposi Mundial d'aeronaus elèctriques i va cridar una poderosa atenció; va ser patrocinat per GE Aviation i va incloure presentacions per la Força Aèria dels Estats Units, NASA, Sikorsky Aircraft, Argonne National Labs i l'Administració Federal d'Aviació dels Estats Units.
A l'abril de 2016 el pilot Bertrand Piccard va volar entre Hawaii i San Francisco en un avió elèctric que produeix la seva pròpia energia gràcies als seus panells solars, el recorregut va durar 56 hores el que representa un rècord absolut per a vols en solitari. És el primer avió d'aquest tipus que pot volar de dia i de nit. L'avió Solar Impulsi II va començar un recorregut a través del món en Abu Dabi al març de 2015, fent parades a Oman, Birmània, Xina i Japó. Durant la seva travessia entre Japó i Hawái va sofrir una avaria en les seves bateries i va haver d'esperar diversos mesos abans de ser reparat. Finalment va reprendre el seu viatge de circumnavegació a l'abril de 2016, creuant l'est de l'Oceà Pacífic abans d'aterrar en San Francisco, Califòrnia. Des d'allí, l'avió solar va travessar Estats Units arribant fins a Nova York, en la costa est, al juny de 2016.
Després de la travessia nord-americana, va travessar l'Oceà Atlàntic fins a Europa, en el que va suposar la primera travessia d'una avió solar a través de l'Atlàntic.

## Sistema elèctric per a reduir emissions
Airbus està incloent en les rodes davanteres del model A320 un motor elèctric alimentat que li permet aconseguir la zona d'enlairament o les rampes de sortida evitant l'ús dels motors principals durant aquest recorregut, aconseguint així reduir enormement l'ús dels motors de combustió, la qual cosa contribueix a allargar la seva vida útil i redueix l'impacte ambiental. Aquesta tecnologia ha estat dissenyada pel Centre Aeroespacial alemany en col·laboració amb la pròpia Airbus i Lufthansa Technik i que permet reduir entre el 17 i 19% les emissions contaminants dins dels aeroports, al mateix temps que es redueix també la pressió sonora a la qual estan sotmesos aquests espais.

## Bateries
Les bateries que planeja emprar l'Airbus Group poden emmagatzemar 1.000 watts hora per quilogram, la qual cosa és cinc vegades més energia que una bateria de liti ió típica. Les noves químiques com les de liti-aire i les de liti-sulfuro poden proporcionar més capacitat.
S'han mostrat tres exemples de les noves bateries foses d'aire. Són d'acer, carboni i VB2, amb capacitats d'energia volumètrica intrínseca de 10.000, 19.000 i 27.000 Wh/litre. Això es compara favorablement amb la capacitat intrínseca de la bateria de liti-aire (6.200 Wh/litre) a causa de la transferència d'electró simple i als límits de baixa densitat.

## Futur dels avions elèctrics

### 2030 - 2040
Recentment s'han proposat models d'avions elèctrics per al futur, aquests compten amb sistemes de propulsió convencionals i més aviat radicals com la tecnologia de propulsió distribuïda o turbopropulsion electrotérmica (Turboarcjet). La transferència de potència turbo elèctrica en aquestes formes de propulsió, contribueixen a la conservació d'energia i sistemes de l'aeronau elèctrica factibles. Malgrat els beneficis abans esmentats, els futurs models d'avions elèctrics també s'enfronten a una sèrie de desafiaments notables que en l'actualitat ja estan prevists en les eines d'anàlisis, com ELECTERA. ELECTERA és una novel·la tecno esquema d'anàlisi de risc econòmic per al futur avió elèctric. Es proposa aquest esquema per a les avaluacions inicials de disseny de models d'avions elèctrics nous en les etapes preliminars de disseny.
Un altre concepte d'avió elèctric proposat és el de VoltAir. Podria fer-se dins de 25 anys i compta amb nitrogen líquid de refrigeració per al motor.